# 21939 Kasmith
21939 Kasmith è un asteroide della fascia principale. Scoperto nel 1999, presenta un'orbita caratterizzata da un semiasse maggiore pari a 2,9172958 UA e da un'eccentricità di 0,0319113, inclinata di 1,48311° rispetto all'eclittica.